# Tituly a vyznamenání Sergeje Leonidoviče Sokolova

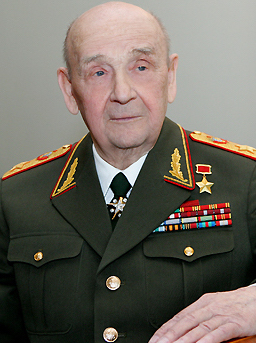
S. L. Sokolov v roce 2008 v uniformě zdobené řadou vyznamenání včetně Zlaté hvězdy Hrdiny Sovětského svazu a stužek mj. Leninova řádu, Řádu vlastenecké války, Řádu rudé hvězdy a dalších

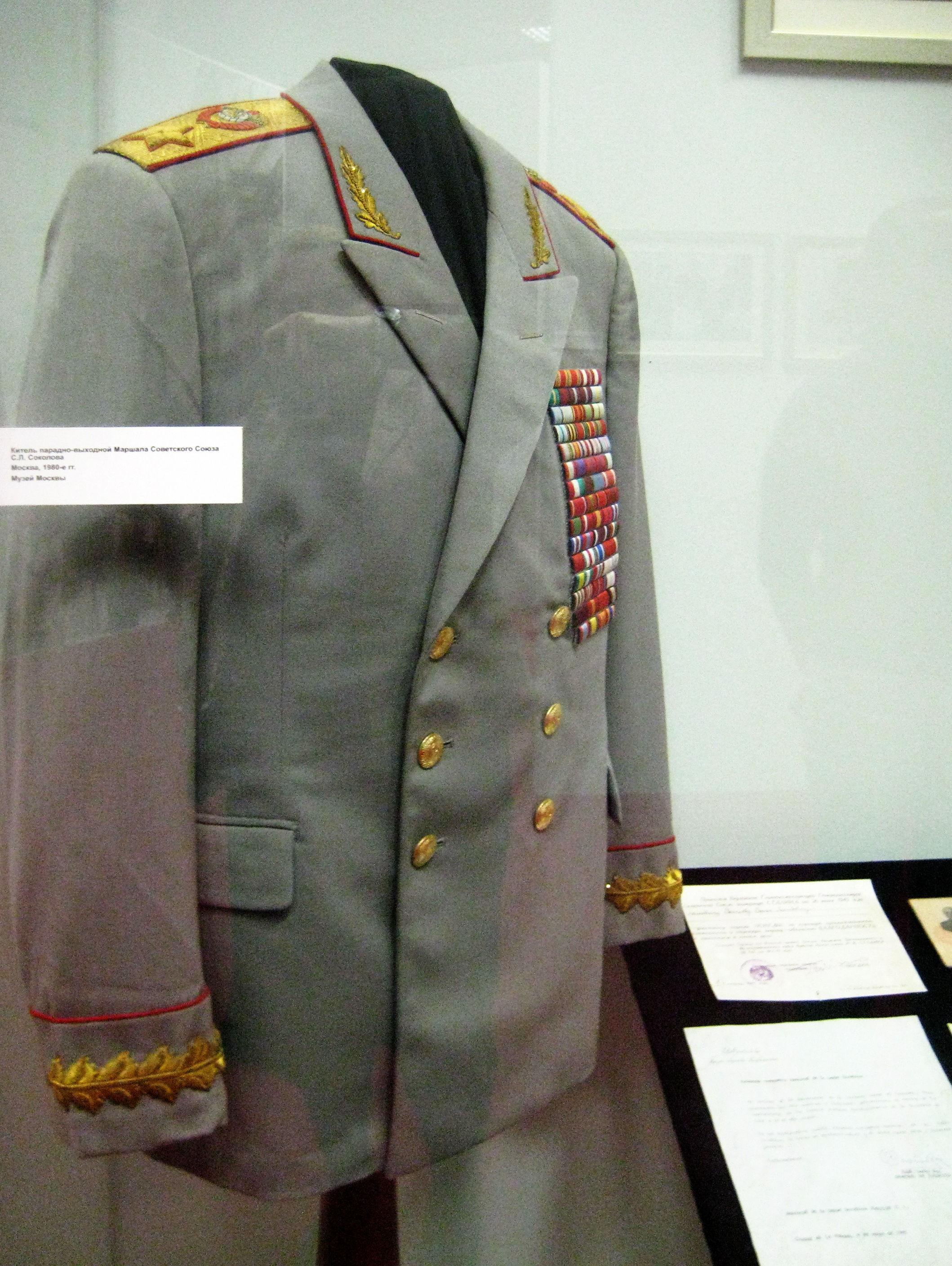
Uniforma maršála Sovětského svazu S. L. Sokolova zdobená stužkami řady vyznamenání v expozici moskevského muzea

Sergej Leonidovič Sokolov, maršál Sovětského svazu a ministr obrany SSSR, obdržel během svého života řadu sovětských i zahraničních řádů a medailí.

## Vojenské hodnosti
- plukovník – 9. září 1943
- generálmajor – 3. srpna 1953
- generálporučík – 25. května 1959
- generálplukovník – 13. dubna 1964
- armádní generál – 12. dubna 1967
- maršál Sovětského svazu – 17. února 1978

## Vyznamenání

### Sovětská vyznamenání

#### Čestné tituly
- Hrdina Sovětského svazu – 28. dubna 1980 – za osobní odvahu a velení jednotkám, které projevil při poskytování mezinárodní pomoci Afghánské demokratické republice

#### Řády
- Leninův řád – 30. června 1971, 28. dubna 1980 a 30. června 1986
- Řád rudého praporu – 20. dubna 1953 a 22. února 1968
- Řád Suvorova I. třídy – 6. května 1982
- Řád vlastenecké války I. třídy – 6. dubna 1985
- Řád rudé hvězdy – 14. ledna 1943[1] a 6. listopadu 1947
- Řád Za službu vlasti v ozbrojených silách III. třídy – 30. dubna 1975

#### Medaile
- Medaile Za odvahu – 4. listopadu 1938
- Medaile Za bojové zásluhy – 3. listopadu 1944
- Medaile 100. výročí narození Vladimira Iljiče Lenina
- Medaile Za zásluhy při obraně státní hranice SSSR
- Medaile Za obranu sovětské polární oblasti
- Medaile za vítězství nad Německem ve Velké vlastenecké válce 1941–1945
- Medaile Za bezchybnou službu I. třídy
- Medaile 30. výročí sovětské armády a námořnictva
- Medaile 40. výročí Ozbrojených sil SSSR
- Medaile 50. výročí Ozbrojených sil SSSR
- Medaile 60. výročí Ozbrojených sil SSSR
- Medaile 70. výročí Ozbrojených sil SSSR
- Jubilejní medaile 20. výročí vítězství ve Velké vlastenecké válce 1941–1945
- Jubilejní medaile 30. výročí vítězství ve Velké vlastenecké válce 1941–1945
- Jubilejní medaile 40. výročí vítězství ve Velké vlastenecké válce 1941–1945

### Ruská vyznamenání

#### Řády
- Řád Alexandra Něvského – 23. června 2011 – za přínos k posílení národní obrany a za dlouholetou veřejnou službu[2]
- Řád Za zásluhy o vlast IV. třídy – 2. listopadu 2009[3]
- Řád cti – 1. července 2006 – za služby k posílení národní obrny a za práci ve vlasteneckém vzdělávání mládeže[4]
- Řád Za zásluhy o vlast II. třídy – 21. června 2001 – za mimořádný přínos k posílení národní obrany a za aktivní vedení mladé generace k vlastenectví[5]
- Řád Za zásluhy o vlast III. třídy – 30. června 1996 –  za služby státu a osobní přínos k rozvoji a reformám Ozbrojených sil Ruské federace[6]
- Řád Žukova – 25. dubna 1995 – udělil prezident Boris Jelcin za činy při velení jednotkám během bojových operací během Velké vlastenecké války 1941–1945[7]

#### Medaile
- Jubilejní medaile 50. výročí vítězství ve Velké vlastenecké válce 1941–1945
- Jubilejní medaile 60. výročí vítězství ve Velké vlastenecké válce 1941–1945
- Jubilejní medaile 65. výročí vítězství ve Velké vlastenecké válce 1941–1945

### Zahraniční vyznamenání
- Afghánistán
  -  Řád Saurové revoluce – 1984
  -  Řád rudého praporu – 1982
- Bulharsko
  -  Řád Georgiho Dimitrova – 1985 a 1986
  -  Řád Bulharské lidové republiky I. třídy – 1974
  -  Medaile 40. výročí vítězství nad fašismem – 1985
  -  Pamětní medaile 100. výročí narození Georgiho Dimitrova – 1983
  -  Medaile 1300 let Bulharska – 1982
  -  Medaile 100. výročí osvobození Bulharska od osmanského jha – 1978
  -  Medaile Za upevňování přátelství ve zbrani – 1977
  -  Medaile 30. výročí vítězství nad Německem – 1975
  -  Medaile 30. výročí Bulharské lidové armády – 1974
  -  Medaile 90. výročí narození Georgiho Dimitrova – 1974
  -  Medaile 25. výročí Bulharské lidové armády – 1969
- Československo
  -  Řád Klementa Gottwalda – 18. dubna 1985[8]
  - Medaile 40. výročí Slovenského národního povstání – 1985
  -  Medaile Za upevňování bratrství ve zbrani I. třídy – 1972
  - Medaile 50. výročí Komunistické strany Československa – 1971
- Finsko
  -  velkokříž Řádu bílé růže – 1986
- Jordánsko
  -  velkostuha Řádu nezávislosti – 1977
- Kuba
  -  Řád Playa Girón – 1986
  - Pamětní medaile 30. výročí revolučních ozbrojených sil – 1987
  -  Pamětní medaile 20. výročí Revolučních ozbrojených sil – 1978
- Maďarsko
  -  Řád praporu Maďarské lidové republiky s rubíny – 1986
  - Medaile Za vojenskou spolupráci I. třídy – 1980
- Mongolsko
  -  Süchbátarův řád – 1971 a 1986
  -  Řád rudého praporu – 1982
  -  Medaile 60. výročí Mongolské lidové revoluce – 1982
  -  Medaile 60. výročí Armádních sil Mongolské lidové republiky – 1982
  -  Medaile 40. výročí chalcyn-golského vítězství – 1979
  -  Medaile 30. výročí vítězství nad Japonskem – 1976
  -  Medaile 50. výročí Mongolské lidové revoluce – 1972
  -  Medaile 50. výročí Mongolské lidové armády – 1971
  -  Medaile 30. výročí chalcyn-golského vítězství – 1969
- Polsko
  -  komtur s hvězdou Řádu za zásluhy Polské lidové republiky – 1985
  -  komtur s hvězdou Řádu znovuzrozeného Polska – 1971
  -  komtur Řádu znovuzrozeného Polska – 1968
- Rumunsko
  -  Řád 23. srpna I. třídy – 1974
  -  Řád Tudora Vladimireska I. třídy – 1969
  - Medaile 30. výročí osvobození Rumunska od fašismu – 1974
  - Medaile Za vojenské zásluhy – 1980
- Severní Korea
  - Medaile 40. výročí osvobození Koreji – 1985
- Vietnam
  -  Řád Ho Či Mina – 1985
  - Řád za vojenskou odvahu I. třídy – 1983
- Východní Německo
  -  Řád Karla Marxe – 1986
  - Medaile 30. výročí Národní lidové armády – 1986
  -  Medaile Za upevňování bratrství ve zbrani – 1980